# Strandvaskaren
Strandvaskaren är en svensk skräckfilm från 2004 i regi av Mikael Håfström. Filmen hade publikpremiär i Sverige den 15 oktober 2004.

## Handling
För 100 år sedan mördades tre elever vid Hellestads internatskola och mördaren, en bonde från trakten, dränkte sig. Enligt vad som berättas på skolan återvänder den döde bonden en gång om året, den dag då eleverna firar en jättefest. Sara går på skolan och ska skriva en uppsats om legenden.

## Rollista
- Rebecka Hemse – Sara
- Jesper Salén – Felix
- Jenny Ulving – Therese
- Peter Eggers – Leo
- Daniel Larsson – Måns
- Rebecca Ferguson – Amanda
- Anders Ekborg – Thomas
- Kjell Bergqvist – Peder Weine
- Anders Ahlbom – Vaktmästare Bengt
- Tommy Andersson – Pappan
- Sasa Bjurling – Rebecka
- Alma Duran – Rebecca som barn
- Patrick Gillenhammar – Felix som barn
- Oskar Thunberg – Läkare 1
- Stig Engström – Professor Ek
- Erik Hultqvist – Markus
- Kerstin Steinbach – Rektor Laila
- Magnus Ehrner – Läkare 2
- Bojan Westin – Anna-Lisa
- Frans Wiklund – Yngve
- Filip Benko – Student

## Kritik
"Och just där har vi ett av Strandvaskarens största problem: manuskriptet. Det är spretigt, fullt av osannolika och meningslösa infall. [...] Att sedan Anders Ehlins musik i filmens inledning är ett plagiat på John Carpenters berömda pianoslinga i Alla helgons blodiga natt gör det direkt pinsamt." Betyg: 2/6, Nils Nordgren i Svenska Dagbladet 15 oktober 2004